# Comité d'organisation des Jeux olympiques et paralympiques d'hiver de 2026
Le comité d'organisation des Jeux olympiques et paralympiques d'hiver de 2026 (COJOP, ou OCOG en anglais) est responsable de l'organisation, de la planification, du financement et du déroulement des Jeux olympiques d'hiver de 2026 et des Jeux paralympiques d'hiver de 2026.
Il prend la forme d'une fondation créée le 9 décembre 2019.
Vincenzo Novari est le directeur général de Milano Cortina 2026 tandis que Giovanni Malagò assure le poste de président, lui qui est par ailleurs le président du Comité olympique national italien. En novembre 2022, Andrea Varnier succède à Vincenzo Novari.

## Conseil d'administration
Le Conseil d'administration de la Fondation Milano Cortina 2026 est composé de
- sept membres qui représentent la composante sportive, choisis d’un commun accord par le Comité olympique national italien (CONI) et le Comité italien paralympique (CIP) parmi les administrateurs de droit et les athlètes qui ont pris part aux dernières éditions des Jeux olympiques et paralympiques
- six représentants des organismes territoriaux concernés par les Jeux
- un membre, qui assure les fonctions d’administrateur délégué, nommé par décret du Président du Conseil des ministres.

En 2024, ces membres sont : 
- Giovanni Malagò (président), membre du CIO, président du CONI
- Andrea Varnier (directeur général)
- Ivo Ferriani, membre du CIO, ancien bobeur italien
- Federica Pellegrini, membre du CIO, ancienne nageuse italienne
- Carlo Mornati, secrétaire général du CONI
- Luca Pancalli (vice-président), membre IPC, président du CIP
- Anna De la Forest (it), athlète olympique, ancienne hockeyeuse italienne
- Francesca Porcellato (it), athlète paralympique, ancienne paraskieuse italienne (également médaillé en para-athlétisme et para-cyclisme)
- Christian Malangone, représentant de la Ville de Milan
- Andrea Giovanardi, représentant de la Ville de Cortina d'Ampezzo
- Sergio Schena, représentant de la Région Lombardie
- Antonella Lillo, représentant de la Région Vénétie
- Tito Giovannini, représentant de la Province autonome de Trente
- Erwin Hinteregger, représentant de la Province autonome de Bolzano/Bozen

## Commission des athlètes
La Commission Athlètes et Techniciens de Milano Cortina 2026 (CAT26) est un organe consultatif reconnu par le CIO et par l'IPC, dont les membres sont des athlètes et des techniciens qui ont participé à de précédentes éditions des Jeux Olympiques et Paralympiques et à des compétitions sportives internationales.
- Alessandro Andreoni, Para hockey sur glace
- Diana Bianchedi, Escrime
- Martina Caironi, Athlétisme Paralympique
- Anna Cappellini, Patinage artistique
- Daniele Cassioli, Ski nautique paralympique
- Anna De la Forest, Hockey sur glace
- Antonella Del Core, Volley-ball
- Manuela Di Centa, Ski de fond
- Claudia Giordani, Ski alpin
- Gabriele Lanza, Para hockey sur glace
- Damiano Lestingi, Natation
- Andrea Macrì, Escrime en fauteuil roulant et para hockey sur glace
- Valentina Marchei, Patinage artistique
- Rossano Mastrodomenico, Entraîneur fédéral de football à cinq pour non-voyants
- Raffaella Masciadri, Basket
- Sara Morganti, Équitation paralympique
- Carlo Mornati, Aviron
- Marta Pagnini, Gymnastique rythmique
- Gabriella Paruzzi, Ski de fond
- Federica Pellegrini, Natation
- Federico Pellegrino, Ski de fond
- Paolo Pizzo, Escrime
- Francesca Porcellato, Ski de fond paralympique, cyclisme paralympique
- Antonio Rossi, Canoë-kayak
- Ylenia Sabidussi, Ski alpin paralympique (guide)
- Verena Stuffer, Ski Alpin
- Armin Zoeggeler, Luge